# Анфим (патриарх Иерусалимский)
Патриа́рх Анфи́м (греч. Πατριάρχης Άνθιμος; 1717/1718 — 10 ноября 1808, Константинополь) — епископ Иерусалимской православной церкви, Патриарх Иерусалимский и всея Палестины.

## Биография
Родился в 1717 году (по другим данным — в 1718) в арабской семье в Месопотамии. В раннем детстве был привезён в Иерусалим, где воспитывался в греческом Святогробском братстве. Получил прекрасное образование в Иерусалимской богословской школе под руководством митрополита Патмосского Иакова и митрополита Птолемаидского Софрония. В совершенстве владел греческим, арабским, турецким и персидским языками.
Был секретарём Святогробского братства, с 1765 года возглавлял Иерусалимское училище и занимал пост первого проповедника Иерусалимского престола.
В 1774 году возведён в сан митрополита Скифопольского.
С 1787 года — митрополит Кесарии Палестинской.
4 ноября 1788 года возглавил Иерусалимскую Церковь, после того как престарелый Патриарх Иерусалимский Прокопий отрёкся от престола в пользу митрополита Анфима.
Находясь на Иерусалимской кафедре, проживал в основном в Константинополе.
В 1795 году, пользуясь относительным финансовым благополучием Церкви, организовал перестройку ряда обветшавших иерусалимских монастырей — патриаршего, святой Екатерины, святого Евфимия; украсил церковь свв. Константина и Елены, а также содействовал обновлению Сайданайского сирийского Богородицкого монастыря.
После восточной экспедиции Наполеона Бонапарта положение палестинских христиан резко ухудшилось. После высадки французов в Египте османские власти Иерусалима заключили в храме Гроба Господня группу архиереев всех христианских конфессий, в том числе 30 православных во главе с наместником Патриарха митрополитом Арсением. Заложники провели там 108 дней, ожидая казни, пока не были освобождены по велению султана. В 1799 году, когда Бонапарт двинулся на Сирию, турки опять заперли в храме около тысячи христиан (по несколько сот от каждой конфессии) и выпустили их лишь после отступления французов.
Христиане немало пострадали также во время междоусобиц османских пашей на территории Палестины, и особенно от преследований иерусалимского правителя Мехмет-паши Абу Марака в 1802—1803 годах.
Патриарх Анфим пользовался особым расположением султана Селима III (1789—1807), что существенно укрепляло позиции православных в борьбе за обладание святынями Палестины.
В 1799—1800 и 1803 годы происходили столкновения иерусалимских греков с армянами, в 1804 году — с католиками, что привело к поджогу 30 сентября 1808 года иерусалимского храма Воскресения Христова (по утверждению греков, храм подожгли армяне).
Скончался 10 ноября 1808 года в Константинополе. Перед кончиной смог договориться с султаном Махмудом II о закреплении за греками исконных прав в Палестине, подтверждённых более ранними фирманами.